# Ла Вила (Болцано)
Ла Вила је насеље у Италији у округу Болцано, региону Трентино-Јужни Тирол.
Према процени из 2011. у насељу је живело 904 становника. Насеље се налази на надморској висини од 1416 м.